# Забродоцкий, Николай Титович
Никола́й Ти́тович Забродо́цкий (1920—1992) — советский хозяйственный, государственный и политический деятель.

## Биография
Родился в 1920 году в Сучане. Член КПСС.
Окончил Грозненский нефтяной институт.
В 1942—1943 — заведующий инструментальной площадкой нефтеразведки «Андижан».
В 1943—1948 — инженер по бурению, начальник цеха бурения, главный инженер промысла «Палванташ» треста «Калиннефть».
В 1948—1950 — начальник нефтеразведки, главный инженер промысла Майли-Су объединения «Средазнефть».
В 1950—1959 — главный инженер — заместитель управляющего, управляющий треста «Дальнефтеразведка».
В 1959—1965 — начальник объединения «Сахалиннефть».
В 1965—1975 — начальник нефтеразведочной экспедиции глубокого бурения № 1, начальник Ухтинского территориального геологического управления Министерства геологии РСФСР.
В 1975—1980 — первый заместитель председателя Государственной комиссии по запасам при Совете Министров СССР.
Лауреат Государственной премии СССР 1978 года — за разведку месторождений бокситов Среднего Тимана.
Делегат XXII и XXIV съездов КПСС.
Умер в 1992 году в Москве.

## Награды
- Орден Трудового Красного Знамени (1971)
- Орден Знак Почёта (1948, 1959)